# 千田要一
千田 要一（ちだ よういち、1972年〈昭和47年〉 - ）は、日本の精神科医、心療内科医、心理学研究者、博士（医学）。医療法人千手会ハッピースマイルクリニック理事長。ハッピー・サイエンス・ユニバーシティ人間幸福学部プロフェッサー。

## 来歴
岩手県北上市生まれ。
1998年秋田大学医学部卒。2004年九州大学大学院医学研究院で博士（医学）取得。2005年～2006年九州大学心身医学助教（学術研究員）。2006年 - 2009年ロンドン大学 ユニヴァーシティ・カレッジ・ロンドン 疫学・公衆衛生学講座で臨床研究員。2009年 - 2013年同講座の名誉上級研究員(Honorary Senior Research Fellow)。2015年よりハッピー・サイエンス・ユニバーシティの人間幸福学部プロフェッサー（心理学、精神医学、心身医学）に就任し、新宗教幸福の科学の教義に基づいた心理学理論を提示。2010年、心療内科、精神科の医療法人千手会ハッピースマイルクリニック(HSC)を開院。
これまで、100編以上の学術論文を日欧米の医学誌に発表。2006年に日本心身医学会第4回池見賞、2007年にはアメリカ心身医学会学術賞(APS Scholar Award)、同年には第36回かなえ医薬振興財団海外留学助成金、2008年には行動医学会国際学会若手キャリア賞などを受賞。
現在も、欧米の研究機関と国際共同研究をすすめている。

## 研究内容
所属学会は
- アメリカ心身医学会（英語版）

以下のように、動物基礎研究、実験的臨床研究、疫学研究、臨床介入研究などを駆使して、多角的に「心身相関」の解明をすすめている。
動物基礎研究では、気管支喘息マウスモデル、肝炎マウスモデル、慢性関節リウマチマウスモデル、認知症マウスモデルなどを用いて心理的ストレスによる身体疾患の病態生理について詳細に検討。
実験的臨床研究と疫学研究では、メタ解析という統計手法を使って、「ストレスが、がん、アレルギー性疾患、糖尿病、HIV感染症、単純ヘルペスなどの発症や予後の悪化と関連している」、「怒りや敵意が冠動脈心疾患の増悪に関連している」、「生きがい、明るさ、ユーモア、幸福感などのポジティブ思考が人の寿命の延長と関連している」、「スピリチュアリティ/宗教性が人の寿命の延長と関連している」ことなどを国際論文発表している。
臨床介入試験では、こういった先行研究を踏まえ、ポジティブ心理学にスピリチュアリティを加味したHSC集団心理療法による抑うつ症状への効果についてランダム化比較試験によって検討し、その有効性について論文発表している。

## 治療内容（ポジティブ三世療法）
治療概要は、「人間は永遠の魂を持ち、あの世とこの世を転生輪廻しながら魂修行している」という霊的人生観を中核としたポジティブ心理療法である。霊的人生観とは、近年報告が相次いでいる臨死体験や前世療法をもとにしているという。
具体的心理療法としては、今世の人生を「過去 - 現在 - 未来」の時制に区切って以下のように6つの技法コンパートメントで心理的介入（現世療法）を行っている。
1. 許し（過去）・・・数息観、REACH法、霊的人生観療法など。
2. 感謝（過去 - 現在）・・・愛の貸借対照表（簡易式内観療法）、感謝の手紙・感謝ノート・感謝の交換日記、ほめ日記（賞賛ノート）など。
3. 快楽（現在）・・・味わいの5つのテクニック、マインドフルネス瞑想、6カラム法、悩みのリストアップ、ただ歩く（簡易森田療法）など。
4. 充足感（現在 - 未来）・・・目標設定エクササイズ、文章完成プログラム、読書療法など。
5. 楽観（現在 - 未来）・・・ABCDEモデル、アファメーション、暴露法（エクスポージャー法）など。
6. 希望（未来）・・・棺おけ瞑想、ありあり成功瞑想法、MPSプログラム（天職探し）など。

以上のような現世療法を、瞑想や催眠療法を駆使してさらに進化させ（ポジティブ三世療法）、前世や未来世にも適用して、本人の潜在意識まで深めて治療をすすめている。

## 活動
欧米の医学会では、「身体ー精神ー霊性（Body-Mind-Spirit axis）」の三位一体で治療を行おうとする動きが活発であり、日本の医療にもスピリチュアリティの観点を取り入れるための活動を著書出版や各種メディアを通じて行っている。
その主張は、「霊性を基盤にしたポジティブ心理学」にあり、単に病気を癒やすだけでなく、若返りや人生で成功することも含まれるという。要約すれば、「幸福な人生には、『ポジティブな信念の力』が必要であること。実は、人間一人ひとりの心の底では、お互いつながっており、ハイアー・スピリットにも通じていて、より大きな潜在能力が秘められている」というもので、ある意味、カール・グスタフ・ユングの「普遍的潜在意識（普遍的無意識、集合的無意識）」にも通じる深層心理理論である。

## 著書

### 単著書
- 『幸せな未来をつくるポジティブ心理学─人生の悩みを笑顔で乗り越える54のヒント─』アーク出版、2011年、ISBN 978-4-86059107-6
- 『幸福感の強い人、弱い人─最新ポジティブ心理学の信念の科学─』幸福の科学出版、2012年、ISBN 978-4-86395213-3
- 電子書籍版『幸せな未来をつくるポジティブ心理学─人生の悩みを笑顔で乗り越える54のヒント─』アーク出版／アドベンチャー、2012年[26]
- 『現世療法─幸運を呼ぶ6つの法則─』クラブハウス、2013年、ISBN 978-4-90649648-8
- 『若返る力─ポジティブ心理学による「究極のアンチ・エイジング」─』栄光出版、2013年、ISBN 978-4-75410137-4
- 『ポジティブ三世療法─ポジティブ心理学によるインナーチャイルド療法、前世療法、未来世療法─』ピープレス、2014年、ISBN 978-4-43418726-1
- 『Religion and Health─the Perspective of Happy Science Medicine─』Nova Science Publishers、2015年、ISBN 978-1634834605
- 『現代医学の不都合な真実─唯物論ドクターの言葉にだまされない為の6つの心得─』ピープレス、2017年、ISBN 978-4-86522129-9

### 共著書
- 久保千春、千田要一『ためになる医学史・年表』光原社、2010年、ISBN 978-4-90669004-6
- 千田要一（第3章　心理学から見た人間）／黒川白雲 編『人間とは何か—幸福の科学教学の新しい地平—』幸福の科学出版、2014年、ISBN 978-4-86395-561-5
- 千田要一（第4章　人間幸福学から導かれる心理学）／HSU人間幸福学部 編『人間幸福学のすすめ』HSU出版会、2019年、ISBN 978-4-8233-0056-1
- 千田要一（第4章　The Curative Power of Happy Science Religious Intervention(Prayer) on COVID-19）／Hayley Boyd 編『Psychotherapy -Perspectives, Strategies and Challenges-』 Nova出版社、2020年、ISBN 978-1-53618877-6

## メディア出演・掲載
- 2003年3月16日放送 アレルギー談話室（九州朝日放送ラジオ）- 「感染とアレルギー」スタジオ・ゲスト出演
- 2004年3月23日放送 アレルギー談話室（九州朝日放送ラジオ）- 「ストレスとアレルギー」スタジオ・ゲスト出演
- 2005年10月16日放送 アレルギー談話室（九州朝日放送ラジオ）- 「自律神経とアレルギー」スタジオ・ゲスト出演[27]
- 2011年5月29日放送 元気出せ!ニッポン（ラジオ日本）- 「うつ治療の最前線」スタジオ・ゲスト出演
- 2011年9月4日放送 元気出せ!ニッポン（ラジオ日本）- 「ギャンブル依存症を防ぐ」スタジオ・ゲスト出演
- 2011年11月6日放送 元気出せ!ニッポン（ラジオ日本）- 「ステップファミリー成功法」スタジオ・ゲスト出演
- 2012年2月7日放送 元気出せ!ニッポン（ラジオ日本）- 「社交不安障害を克服する」スタジオ・ゲスト出演
- 2013年1月30日発売 Are You Happy? 2013年3月号（幸福の科学出版） - 「毎日がHAPPY!　「折れない心」の作り方」と題して巻頭インタビュー[28]
- 2013年2月2日放送 未来創造対談―日本復活への処方箋―（KBS京都） - 「うつ治療の新しい潮流」スタジオ・ゲスト出演[29]
- 2013年6月12日放送 ザ!世界仰天ニュース （日本テレビ）- 「抜毛症」の解説でスタジオ・ゲスト出演[23]
- 2013年10月20日放送 つくり場 （テレビ東京）- 「アニマルセラピーなどヒトが動物を求める理由」の解説でビデオ・コメント出演[23]
- 2014年10月12日掲載 マイナビウーマン（マイナビ） - 「ストレス性発熱」の解説掲載[30]
- 2015年5月1日発売 The Liberty 2015年7月号（幸福の科学出版） - 「HSU論壇 - 『祈りの治癒力』」と題して寄稿記事掲載[31]
- 2015年6月1日発売 The Liberty 2015年8月号（幸福の科学出版） - 「精神科医が自らの宇宙人遭遇体験を告白! ─アブダクションはフォールスメモリーでは説明できない」と題してインタビュー記事掲載[32]
- 2016年3月30日発売 Are You Happy? 2016年5月号（幸福の科学出版） - 「“プチ病”を潜在意識からの メッセージと捉えましょう」と題して巻頭インタビュー記事掲載[33]
- 2016年12月30日発売 Are You Happy? 2017年2月号（幸福の科学出版） - 「めざせハッピースマイル！奇跡を呼ぶ笑顔のために」と題して巻頭インタビュー記事掲載[34]
- 2017年3月1日発売 The Liberty 2017年5月号（幸福の科学出版） - 「幸福の科学が映画をつくる理由 - なぜ芸能革命が必要なのか？」についてインタビュー記事掲載[35]
- 2017年3月29日 - 12月6日「ザ・リバティWeb」連載「精神科医がおすすめする 心を浮かせる名作映画 （１）-（９）」（１）3月29日「心を浮かせる名作映画 総論」、（２）4月2日「嫉妬に学ぶ？ 嫉妬に狂う？」、（３）5月10日「『他の人ができることができない』と悩んでいる人へ」、（４）5月30日「「人前で話すのが苦手な人」へ」、（５）6月24日「『夫婦のいざこざが絶えない人』へ」、（６）７月１０日記事「『なぜか自分のことを好きになれない人』へ」、（７）9月1０日「『成功したいが、自分をどう変えていいかが分からない人』へ」、（８）10月16日「失敗を引きずって、やる気を失った人へ」、（９）12月6日「人生にやる気が持てない人へ」（幸福の科学出版）[36]
- 2017年7月4日発売 FLASH7月18日号（光文社） - 「元プロ野球選手・清原和博氏の薬物依存症」についてのコメント掲載[23]
- 2018年1月28日 - 12月16日「ザ・リバティWeb」連載「精神科医がおすすめする 心を浮かせる名作映画 （１０）-（１５）」（１０）1月28日「『君たちはどう生きるか』を映画でも考える」、（１１）4月4日「心が変われば、病が癒える」、（１２）6月4日「離婚、再婚をどう乗り越えるか」、（１３）7月31日「潜在意識が人生をつくる」、（１４）9月2日「躁うつ、見捨てられ不安、自信喪失感」、（１５）12月16日「ストレスから逃げたくて悪癖から直せない」（幸福の科学出版）[36]
- 2018年12月25日発売 Are You Happy? 2019年2月号（幸福の科学出版） - 「これからの『祈りの研究』の鍵は、祈りの『質』に注目すること」と題してインタビュー記事掲載[37]
- 2019年6月25日発売 Are You Happy? 2019年8月号（幸福の科学出版） - 「『脳の作用』で説明できない事例はたくさんあります」と題してインタビュー記事掲載[38]
- 2019年10月27日 - 12月29日「ザ・リバティWeb」連載「精神科医がおすすめする 心を浮かせる名作映画 （１６）-（１９）」（１６）10月27日「老後が不安で仕方がない人へ」、（１７）12月1日「外見に自信が持てない人へ」、（１８）12月15日「臓器移植する人、される人」、（１９）12月29日「人種差別と闘った「正義」の人たち」（幸福の科学出版）[36]
- 2020年1月26日 - 「ザ・リバティWeb」連載「精神科医がおすすめする 心を浮かせる名作映画 （２０）-（２１）」（２０）1月26日「自由のために命をかける人たち」、（２１）2月9日「逆境の中で苦しんでいる人へ」（幸福の科学出版）[36]
- 2020年4月30日発売 The Liberty 2020年6月号（幸福の科学出版） - 「信仰心がコロナ感染を防いでくれる」と題してインタビュー記事掲載[39]
- 2020年5月19日 幸福の科学運営のYouTube番組 The FACT - 「精神科医に聞く「常識破り」の新型コロナウイルス撃退法」と題してインタビュー動画掲載[40]
- 2020年6月26日 幸福の科学運営のYouTube番組 The FACT - 「【音楽療法】ビートルズで免疫力がアップするメカニズムとは！？」と題してインタビュー動画掲載[41]
- 2020年7月30日発売 Are You Happy? 2020年9月号（幸福の科学出版） - 「夢は、心理状態を判定するリトマス試験紙のようなものです。」と題してインタビュー記事掲載[42]
- 2021年6月30日発売 Are You Happy? 2021年6月号（幸福の科学出版） - 「『利他の精神』が生きる希望になる」と題してＤＶＤ「ドクター・ドリトル」リコマンド記事掲載[43]
- 2021年9月30日発売 Are You Happy? 2021年11月号（幸福の科学出版） - 「無意識でも働いている自律神経は体と心のバランサー」と題してインタビュー記事掲載[44]
- 2021年10月30日発売 Are You Happy? 2021年12月号（幸福の科学出版） - 「『愛の力』の必要性を感じさせる衝撃の実話」と題してＤＶＤ「マシンガン・プリーチャー」リコマンド記事掲載[45]
- 2022年1月28日発売 The Liberty 2022年3月号（幸福の科学出版） - 「依存症治療医も戦慄 SNSの10倍怖い『メタバース』 この人生が"アバター"なのに」と題してインタビュー記事掲載[46]
- 2022年4月30日発売 Are You Happy? 2022年6月号（幸福の科学出版） - 「現実世界をホラーに変えた異色の作品」と題してＤＶＤ「オールド」リコマンド記事掲載[47]
- 2022年8月30日発売 The Liberty 2022年10月号（幸福の科学出版） - 「医者も感じるカルテに書けない『呪い』の存在」と題してインタビュー記事掲載[48]
- 2022年10月28日発売 Are You Happy? 2022年12月号（幸福の科学出版） - 「時空を超えた怨念を描いたスリラー」と題してＤＶＤ「ラストナイト・イン・ソーホー」リコマンド記事掲載[49]
- 2022年10月28日発売 The Liberty 2022年12月号（幸福の科学出版） - 「精神科医が感じる実態　実は少なくないトラウマ、嘘、変態趣味」と題してインタビュー記事掲載[50]
- 2023年1月30日発売 Are You Happy? 2023年3月号（幸福の科学出版） - 「憑依・霊障トラブル④　依存症」と題してインタビュー記事掲載[51]
- 2023年5月31日発売 The Liberty 2023年7月号（幸福の科学出版） - 「もしかして『スマホ認知症』！？」と題してインタビュー記事掲載[52]
- 2023年6月30日発売 Are You Happy? 2023年8月号（幸福の科学出版） - 「『思考は現実化する！』を描く」と題してＤＶＤ「靴職人と魔法のミシン」リコマンド記事掲載[53]
- 2024年3月30日発売 Are You Happy? 2024年5月号（幸福の科学出版） - 「『情けは人の為ならず』を地で行く」と題してＤＶＤ「食堂かたつむり」リコマンド記事掲載[54]
- 2024年12月30日発売 Are You Happy? 2025年2月号（幸福の科学出版） - 「誰にでも『強み』はある」と題してＤＶＤ「５００ページの夢の束」リコマンド記事掲載[55]
- 2025年9月30日発売 Are You Happy? 2025年9月号（幸福の科学出版） - 「信仰による病癒」と題してＤＶＤ「ルルドの泉で」リコマンド記事掲載[56]